# Kimi to Tsuzuru Utakata
Kimi to Tsuzuru Utakata (君と綴るうたかた lit Una canción escrita contigo), también conocida por su nombre en inglés: The Summer You Were There y en España como Un Amor de Tinta y Espuma es una serie de manga escrita e ilustrada por Yuama. Fue serializada en la revista de manga yuri de Ichijinsha Comic Yuri Hime de mayo de 2020 a enero de 2024. Fue recopilada en seis volúmenes tankōbon . En Norteamérica fue licenciada por Seven Seas Entertainment. 

## Sinopsis
Shizuku Hoshikawa, una solitaria estudiante de secundaria, escribe una novela en secreto. Cuando se acercan las vacaciones de verano Kaori Asaka, una figura popular de su clase, la lee. Aunque Shizuku estaba preparada para recibir duras críticas, Kaori la elogia mucho y espera que escriba su próximo trabajo: una novela romántica sobre ellas dos. Shizuku se niega, pero Kaori le pide una cita si no quiere escribirlo.

## Personajes
Shizuku Hoshikawa (星川 雫 Hoshikawa Shizuku?)
Voz por: [[Reina Ueda (PV)]]
Es una estudiante de primer año de secundaria que evita interactuar con los demás. Hoshikawa escribe novelas y publicó Girl Lover's Suicide (少女心中 Shōjo Shinjū) en el sitio de novelas noveL. Tiene una hermana mayor, Shizuka.
Kaori Asaka (朝香 夏織 Asaka Kaori?)
Voz por: [[Azumi Waki (PV)]]
Es una estudiante de primer año de secundaria y compañera de clase de Shizuku. Como miembro popular de su clase, se comporta alegremente y llama activamente a Shizuku, quien evita a los demás.
Ruri Ichinose (一ノ瀬 るり Ichinose Ruri?)
Fue compañera de clase de Shizuku en quinto grado y ahora asiste a una escuela secundaria diferente.
Seri Ichihara (市原 芹 Ichihara Seri?)
Amiga de Ruri.
Shizuka Hoshikawa (星川 静 Hoshikawa Shizuka?)
La hermana mayor de Shizuku. Asiste a una escuela de belleza y quiere ser peluquera.
Shio Asaka (朝香 しお Asaka Shio?)
La hermana menor de Kaori.
Shion (シオン?)
El perro de la familia Hoshikawa.

## Publicación
Escrito e ilustrado por Yuama, se publicó por entregas en la revista manga yuri de Ichijinsha , Comic Yuri Hime, del 18 de mayo de 2020 al 18 de enero de 2024. Ichijinsha recopiló sus capítulos en seis volúmenes tankōbon, publicados del 18 de enero de 2021 al 17 de febrero de 2024. 
El manga fue licenciado para su lanzamiento en inglés en Norteamérica por Seven Seas Entertainment .

### Volúmenes
| N.º | Título | Fecha de lanzamiento | ISBN original |
| --- | ------ | -------------------- | ------------- |
|     |        |                      | {{{ISBN}}}    |
|     |        |                      | {{{ISBN}}}    |
|     |        |                      | {{{ISBN}}}    |
|     |        |                      | {{{ISBN}}}    |
|     |        |                      | {{{ISBN}}}    |
|     |        |                      | {{{ISBN}}}    |

## Recepción
La serie fue nominada al Next Manga Award 2022 en la categoría de manga impreso. Fue nominado nuevamente en la misma categoría en 2023. Fue la elección más popular entre los votantes ingleses. Ocupó el octavo lugar en la encuesta "Adaptación de anime más buscada" de AnimeJapan en 2024.